# Берзеки
Берзе́ки (Барзагь) — убыхский аристократический род, верховные владетели Убыхии. Влиятельнейшее семейство на Кавказе XIX века.

## Предания о происхождении рода
Казым Берзег, потомок знаменитого рода, в своей работе «Политика Османской империи по отношению к черкесам после 1829 года. О знаменитых выходцах рода Берзеков на Кавказе и в Османской империи» раскрывает корни происхождения рода Берзек. Так, он записал со слов знатока истории рода Берзек Мустафы Невзата Псака предания о происхождении рода. Оно гласит, что около 1500 лет тому назад жили два княжеских семейства, которые сильно враждовали между собой. В конце концов, одно из этих семейств уничтожило всех мужчин другого. Остались одни немощные старцы и молодые женщины, одна из которых носила под сердцем ребенка. Победившая княжеская семья решила, что если у неё родится мальчик, умертвить и его. Действительно, у этой женщины родился сын, которого родственники роженицы выкрали и воспитывали в сеннике, вдали от чужих глаз. Так ему сохранили жизнь, а впоследствии дали имя Берзек. Убыхский язык мертвый, поэтому установить значение фамилии Берзек не представляется возможным. У него родились сыновья: Емин, Дегу, Бабук и Канбулат. Они и положили начало четырем линиям фамилии, каждая из которых имела свой родовой знак (тамгу).

## История
По историческим документам XIX века, род Берзек был известен на Западном Кавказе как одна из влиятельнейших владетельных дворянских фамилий. Фактически этот род управлял всей Убыхией, начиная с 20-х годов XIX в. и до изгнания убыхов в 1864 году в Османскую империю. В этом роду (по обычаю аталычества) были воспитаны многие владетельные князья и дворяне Абхазии, Джигетии, Абадзехии, Бесленея, Шапсугии, Натухая и Темиргоя. Род Берзек был также в тесных кровнородственных отношениях с феодальной знатью Абхазии и Черкесии.
В 1830-х род составлял более 400 семейств, каждое из которых владело 5-20 рабами. Род Берзек владел убыхскими аулами в долинах рек Сочи, Дагомыса, Шахе. Образовывали клан с шапсугским родом Шупако. Враждовали с абхазским родом князей Аублаа, владевших прибрежными землями в долине реки Сочи. Берзеки могли выставить в бою до 3 тысяч воинов. Как и вся убыхская знать, Берзеки вели широкую торговлю с Турцией. В обмен на свои товары (лес, кожа, мед, воск и так далее) и рабов они приобретали соль, ткани, посуду, оружие, металл, свинец и так далее. У убыхов из рода Берзек, лучше, чем у соседей, было организовано кустарное производство, в том числе изготовление вооружения, продукцией которого торговали на Западном Кавказе.
Вероятно, ветвью рода является абадзехская фамилия Берзеч (адыг — «Бэрзедж»). Также вероятно, что ныне проживающие в Абхазии носители фамилии Берзениа (Барзаниа) относятся также к этому роду.
Убыхи во главе с родом Берзеки в ходе 35-летней Кавказской войны в Закубанье и на Черноморском побережье Кавказа, в том числе и на территории Абхазии, провели совместно со свободными обществами абазин, абхазов и западных адыгов сотни боевых операций против царских войск. В них убыхи понесли значительные людские потери. Ощутимые потери нес и род Берзек. Хаджи Берзек-старший потерял в этой войне всех девятерых сыновей, а Керентух Берзек — двоих из четырех. По свидетельству очевидца, они нанесли сокрушительное поражение частям генерала Раевского в районе Сочи, который потерял только убитыми 600 солдат и офицеров. В течение одного 1846 года убыхи во главе с родом Берзек дали 88 боёв по всей Черноморской береговой линии.
В 1864 году после окончания Кавказской войны род Берзек был вынужден вместе со всем народом переселиться в Османскую империю. Здесь они принимали самое активное участие во всех значимых событиях турецкого общества. Во время Русско-турецкой войны 1877—1878 гг. убыхи во главе с Хаджи Керентух Берзеком успешно действовал и против своих старых противников по Кавказской войне — русских войск. Из рода Берзек вышло немало известных в турецких кругах высших государственных чиновников и генералов. Берзеки во дворе султанов всегда принимались официально, по протоколу. Они сотрудничали с султанами Абдул Азизом, Абдул Хамидом II (находились в родстве с ним), последующими правителями Турции, в том числе с Мустафой Кемалем в создании и укреплении новой Турецкой Республики из обломков старой империи, были министрами и членами правительства.
В настоящее время этот род в Турции насчитывает 130 человек. Они проживают в городах Анкара, Бурса, Дюздже, Измит, Стамбул и в селах округов Бандырма и Маньяс. Среди них сегодня известные в диаспоре писатели, историки, юристы, врачи, преподаватели, инженеры, экономисты, другие деятели многих сфер жизни Республики Турция.

## Клятвенные обещания
27 февраля 1842 года частью представителей рода Берзеков в форте имени Е.А.Головина перед русским командованием было дано клятвенное обещание, в котором они признали себя, на вечные времена, подданными Великого Государя Императора Николая Павловича Самодержца Всероссийского.
```
                                                Клятвенное обещание. 
Мы нижеподписавшиеся, племени 
Убыхского
, жители ущелья Субашинского, князья: Шеулех-уко-Алицук-Берзек, Хапеш-уко-Эльбуз-Берзек, Шеулех-ухо-Эдик-Берзек и Шеулей-уко-Мату-Берзек клянемся перед Всемогущим Богом, Святым его пророком и Алкораном за нас самих, за наших подданных и крестьян, за всех детей и потомков наших, в том, что:
1. Мы признаем себя, на вечные времена, подданными Великого Государя Императора Николай Павловича Самодержца Всероссийского;
2. Клянемся Его Императорскому Величеству Великому Государю нашему быть верными и нелицемерными и повиноваться властям, которые нам будут установлены;
3. Клянемся не участвовать ни в каких разбоях или хищничествах и не давать у себя пристанищам
разбойникам и преступникам, кои будут преследуемы Русским правительством;
4. В случае если непокорные горцы предприняли что-то против земель и крепостей, принадлежащих
Великому Государю нашему, то клянемся не пропускать таких враждебных партий через наши земли и
отражать их силой оружия, а если будем не в силах, то немедленно извещать обо всем Русское начальство;
5. Русских пленных и беглых клянемся не покупать и не продавать и у себя не держать, но представлять
русскому начальству, за что нам будет выдаваемо за каждого солдата по 10 руб. серебром;
6. Для предохранения от внесения чумы, клянемся не принимать к себе судов, иначе как с ведома
русского начальства, а если судно придет к нашим берегам тайно, то незамедлительно давать знать ближайшему русскому начальству;
7. Для прекращения несогласий и обид, случающихся между нами и соседними подданными Государя
Императора, не употреблять оружия и самоуправства, но обращаться для разбирательства к Русскому начальству;
8. Для сношения с Русским начальством по собственным делам нашим, обязываемся избрать из среды
себя, одного почетного человека, коего будем уважать и считать как главу своего народа;
9. В обеспечении верности этой присяги мы обязываемся выдать в аманаты на воспитание по востребованию, мальчиков от 7 до 12 лет, самых 
почетных и уважаемых родителей. Если кто из нас нарушит эту клятву то
да постигнет того страшный гнев Бога, в сей и будущей жизни; да обратятся на главу его все несчастья; да
восстанут против него братья его; родной сын да поднимет меч на главу его; все родные и соотечественники да
чуждаются такого клятвопреступника и бегают от него, как от позора в подтверждение сей нашей клятвы
целуем священные слова Алкорана и подписываемся.
[
2
]
```

## Известные представители
- Берзек, Хаджи Исмаил Догомуко
- Берзек, Хаджи Догомуко Керендуко
- Берзегов Нух Асланчериевич